# Death Proof
Death Proof és una pel·lícula dels Estats Units d'acció del 2007 escrita i dirigida per Quentin Tarantino. La pel·lícula se centra en un psicòpata, doble de risc al cinema, que assalta noies joves abans d'assassinar-les amb el seu cotxe "a prova de mort".
La pel·lícula és un tribut als muscle cars i els gèneres exploitation i slasher dels anys 1970. Fou protagonitzada per Kurt Russell, Zoë Bell, Rosario Dawson, Vanessa Ferlito i Jordan Ladd.
És una pel·lícula considerada com d'exploitation de Tarantino, així com Reservoir Dogs és considerada la seva pel·lícula d'atracaments, Pulp Fiction la seva pel·lícula de cinema negre i Kill Bill d'arts marcials.
Va ser estrenada als cinemes dels Estats Units amb la pel·lícula de Robert Rodríguez Planet Terror, sota el títol col·lectiu Grindhouse, que emula l'experiència de visualitzar dobles sessions de pel·lícules exploitation als cinemes "grindhouse". Les pel·lícules van ser llançades de manera independent fora dels Estats Units i en DVD el 18 de setembre de 2007.

## Argument
Tres amigues, l'Arlene (Vanessa Ferlito), la Shanna (Jordan Ladd) i la DJ de ràdio, Jungle Julia Lucai (Sydney Tamiia Poitier), condueixen per Congress Avenue, a Austin, Texas, camí de celebrar l'aniversari de la Julia. En un bar, la Julia revela que va fer un anunci a la ràdio oferint un ball de l'Arlene a canvi de d'adreçar-se a ella com "Papallona", comprar-li una beguda i recitar un segment del poema Stopping by Woods on a Snowy Evening. El doble de risc de Hollywood Mike McKay (Kurt Russell) segueix les dones fins a un bar i reclama el ball. L'Arlene sospita, atès que havia vist el cotxe d'en Mike aquell dia, però ell la convenç de ballar junts.
Les dones se separen per marxar amb la Lanna (Monica Staggs), una altra amiga del grup. La Pam (Rose McGowan), l'antiga companya de classe de la Julia, accepta l'oferta d'en Mike de dur-la a casa. En Mike duu la Pam fins al seu muscle car equipat amb una gàbia antitombs i li diu que és "a prova de mort", però només per al conductor. En Mike accelera i frena de cop, provocant que la Pam es colpegi el cap amb el taulell, i mor. En Mike agafa les altres dones i provoca un accident.